# Ács (foglalkozás)

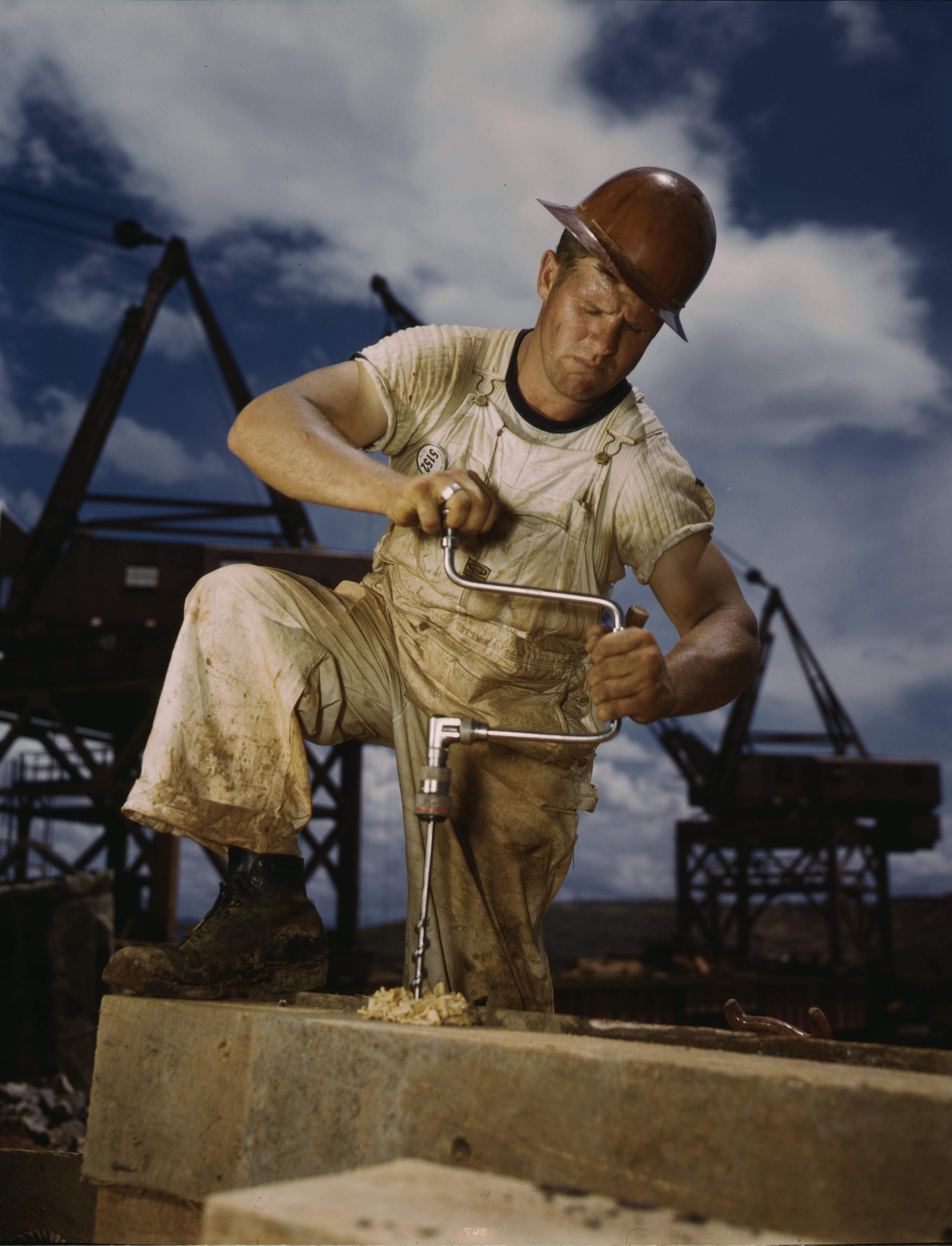
Ács dolgozik Tennessee-ben (1942 június).

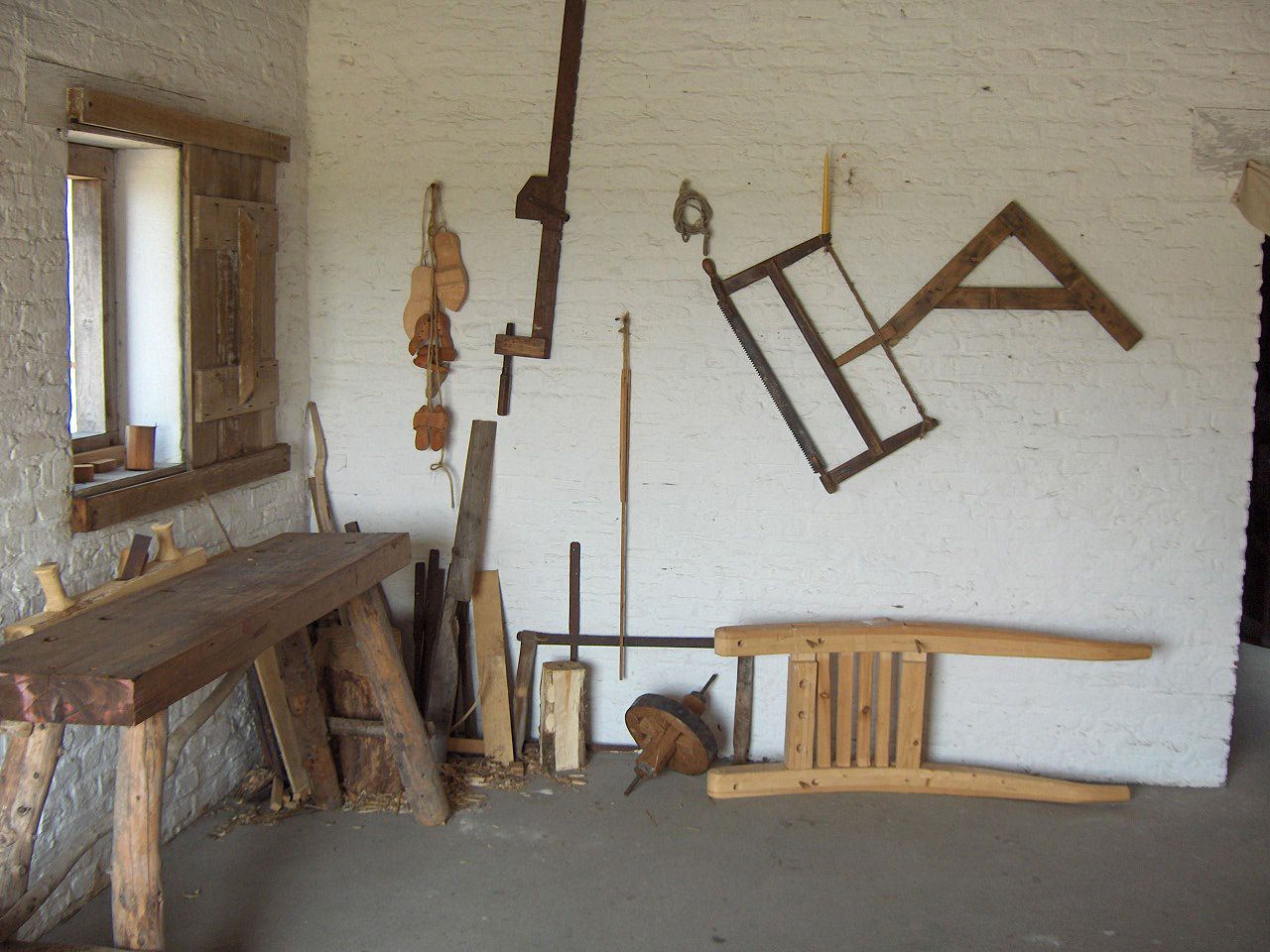
egy ács szerszámai kb 1465-ből

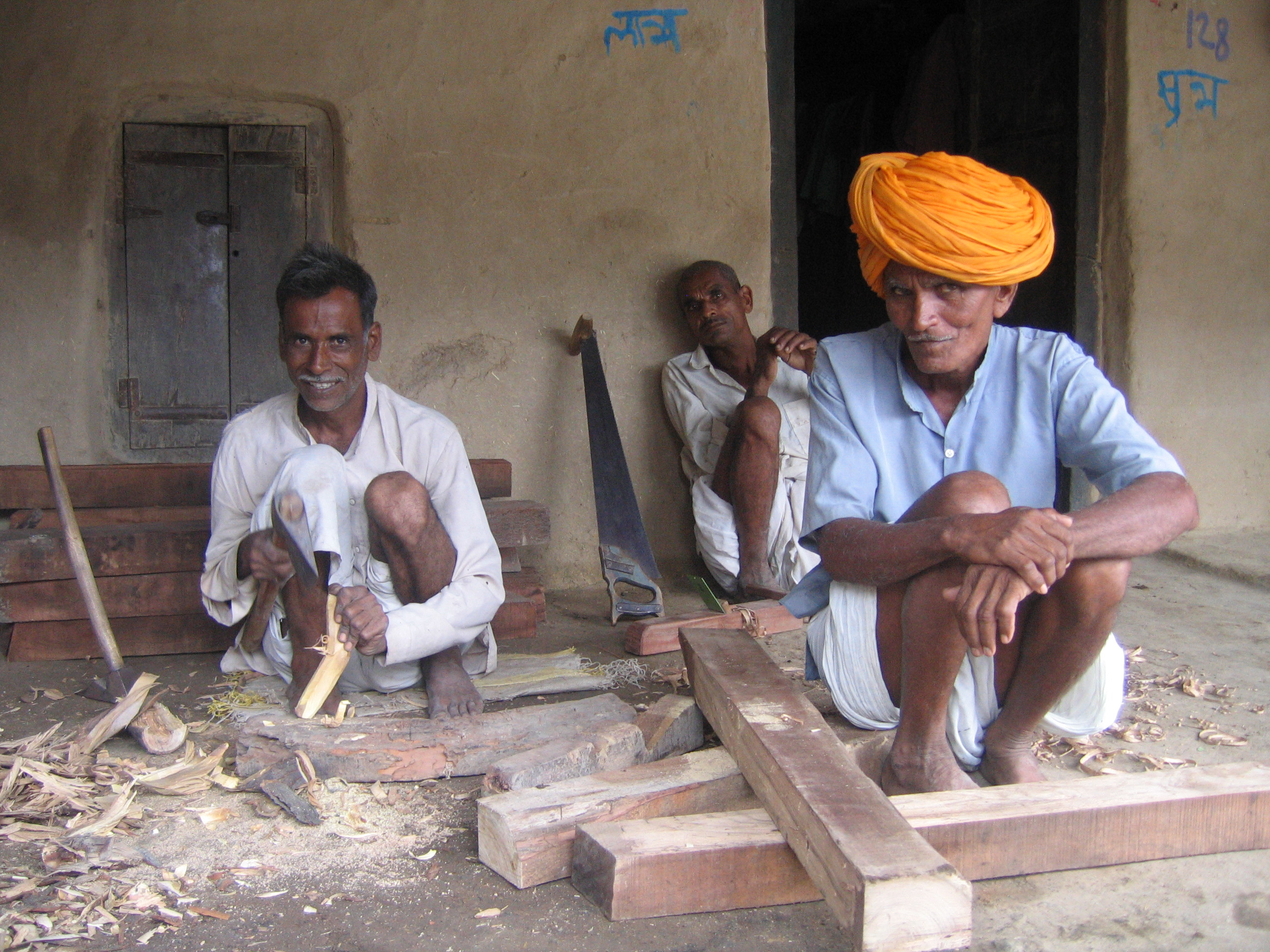
Ácsok egy indiai faluban

Az ács olyan szakképzett mesterember, aki zsaluzatokat, állvány-szerkezeteket és maradó faszerkezeteket készít, bont, átalakít, javít és karbantart.

## Feladatai a FEOR szerint[1]
- méretre szabott zsalutáblák készítése;
- a zsaluszerkezet elemeinek deponálása, utókezelése;
- szerkezetek zsaluzatának elkészítése, biztonságtechnikai ellenőrzése;
- a csőállványzatok szerelése, építése és bontása;
- fedélszerkezetek előkészítése, felállítása, szerkezeti kiváltások kialakítása;
- fafödémek készítése, szerkezeti kiváltások kialakítása;
- előre gyártott faszerkezetek beépítése;
- külső és belső faburkolatok készítése;
- „készházak” szerelése;
- szerkezeti és egyéb fából készült tárgyak készítése, átalakítása és javítása munkaasztalon és építési helyszíneken;
- építkezéseken nehéz faszerkezetek építése, felállítása és szerelése;
- belső és külső épületrészek, pl. falak, ajtók, ajtó- és ablakkeretek,
- burkolatok és panelek szerelése, összeállítása és átalakítása.

## A foglalkozás története
Ácsmesterségnek nevezzük a faszerkezeteket, illetve a stabil gerendaszerkezeteket készítő kisiparos tevékenységet. Az ács, vagy áts szó honfoglalás előtti török eredetű jövevényszavunk, valószínűleg a még nem specializálódott fafaragó embert jelölték vele. (Szláv megfelelője a taszár, illetve a teszér.)
A fa faragása, illetve a késztermék alakja az idők során a kereslettől és a divattól függően változott, ennek megfelelően kivált belőle az asztalos, a teknőkészítő, a faesztergályos (a pipaszár készítő, oszlopkészítő, kulacskészítő), és a zsindelyfaragó stb. szakma, - a szobor vagy más díszítőelemek faragása pedig a művészet síkjára emelődött.
Az ács szakma a 14. században céhesedett Magyarországon. A tetőszerkezethez, hídlásokhoz, vagy az egészen fából készítendő házhoz a 17. századtól vázrajzot, - a 18. század közepétől pedig tervrajzot készítettek. Így készítették az ácsok később a híd- és malomszerkezeteket, illetve az egyéb vízi-műveket: a gátat és a zsilipet. A 19. század második felétől szigorúan képesítéshez kötött iparággá vált. Az ács szakmában már régebben elkülönült a hajóács és a malomács, - újabb keletűen pedig az ácsmesterségből a specializálódás révén a tetőfedő, állványozó stb. foglalkozási ágazatok váltak ki.
A leghíresebb ács a Bibliából ismert Szent József, - aki Jézus Krisztus nevelőapja volt.

## Az ács által használt anyagok
Régebben fűrészeléssel és bárdolással (síkba hozás, egyengetés baltával), ácskapoccsal lefogatva alakították ki keményfa-rönkből a beépítendő anyagokat, majd faszegekkel rögzítették. (Kivételt képeztek a vörösfenyőből készített vízalatti támasztócölöpök.) Újabban fémszeget használnak, mellőzik a bonyolultabb csapolásokat és a fatelepeken kapható, gépekkel készre alakított gyalult gerenda, palló, léc is főként puhafából készül. Az ,,igényesebb" épületekhez viszont ma nem hazai faanyagot használnak, hanem érintetlen és betegségektől mentes erdőkből, pl. Erdélyből származó keményfát hozatnak be, valamint a fatörzseket is mint régen kellő ideig (évekig) szárítják.

## Szerszámok
Mérőfa, csapózsinór, ácsderékszög (szögelő), függő, szintező, jelölő (irdaló), fűrészfélék, bak, tőke, fejsze, bárd, szekerce, ék, véső, sulyok, ácskalapács, kézi fúróeszközök, csiga és kötél. Újabban a fűrészelés, a fúrás és az építési elemek helyükre illesztése gépesített, a műhelyekben pedig sok helyen megtalálható a gépi hajtású faeszterga is.

## Munkamódszerek
Régebben a bakokra rögzített rönköt ,,megbárdolták", majd hossz- vagy keresztirányban fűrészelték vagy hasították (repesztették). Az így készült és méretre vágott gerendák, pallók, deszkák vagy lécek oldalait, éleit vagy végeit pedig a továbbalakítás során a lapoláshoz, csapoláshoz vagy csavarozáshoz előkészítették. A kész faanyagot a terv szerinti helyére beállítva vagy beillesztetve a meghatározott építési sorrend szerint és az elhasználódásból eredő kicserélhetőségre tekintettel oldható kötéssel összeépítették, rögzítették.
Az ács elvétve használ kézi gyalut, régebben is a vonókés szolgált a finomabb felület elkészítésére. Például ládáknál, bútoroknál. A ládák elemeinek összeépítését hornyolással és faszegkötéssel végezték, a díszítést eleinte karcolással, később véséssel-faragással és festéssel végezték.
Korunk ács munkamódszerei a lakóházak, a tetőszerkezetek és a tetőtér-beépítésekkel kapcsolatos követelményekkel együtt változnak, illetve egyes gépi hajtású szerszámok (láncfűrész, fúrógép, körfűrész, szalagfűrész, réselő, popszegecselő, tűzőgép stb.) alkalmazásával kibővült, módosult. A kereskedelemben kapható fűrészelt faáruk segítségével a szerkezet megépítése egyszerűsödött: a  rönkök faragása már a múlté, a bárd és a szekerce ritkán használatos és sok helyen már csak a műhely falát díszíti...
Az ács szakmai képzéssel ma együtt történik az állványozó és a tetőfedő szakmai képzés is, - mely a szakmai sokrétűséget elősegíti, s a felépítmény elkészítését meggyorsíthatja.

## A hétköznapokban
Miért is fontos ez a szakma a hétköznapi életben? Leginkább otthonunk miatt... Az otthonunk, vagy bármely épület, ahol sokat tartózkodunk, az természetesen az életünk része. Ha ezek az épületek olyanok, ahol szívesen vagyunk, az az életminőségünkön és a hétköznapi hangulatunkon is sokat javít. Nem csak az alapok a fontosak. A tető az épület azon része, amely lefedi és ezáltal megvéd minket sok mindentől, pl. az időjárás viszontagságaitól. Ha a tetővel valami probléma van, azt azonnal orvosolni kell, mert sok bosszúságot megelőz, ráadásul minél hamarabb elkezdjük a tetőjavítását, annál többet tudunk spórolni.